# Мириостома
Мирио́стома (лат. Myriostoma) — монотипный род грибов-гастеромицетов семейства ложнодождевиковых. Включает единственный вид — мириостома шейковидная (Myriostoma coliforme).

## Названия
Научные синонимы:
- Lycoperdon coliforme Dicks., 1785 basionym
- Myriostoma anglicum Desv., 1809
- Geastrum coliforme (Dicks.) Pers., 1801
- Geastrum columnatum Lév., 1846
- Polystoma coliforme (Dicks.) Gray, 1821

Русские названия: мириостома дырчатая.
Родовое название было впервые употреблено в 1809 году в статье французского ботаника Дево, опубликованной в парижском «Journal de Botanique». Вид впервые был описан как Lycoperdon coliforme в 1776 году в Англии.
Биноминальное название Myriostoma coliforme Corda впервые дано в 1842 году чешским микологом А. Кордой в работе «Anleitung zum Studium der Mykologie».
Родовое название Myriostoma происходит от греческого μυριάς (myrias), десять тысяч, бесчисленное множество, и στόμα (stoma), рот, уста; видовой эпитет coliforme — от латинского colis, стебель, стержень, и forma, форма.
Научные синонимы:
- Bovistoides Lloyd, 1919
- Polystoma Gray, 1821

## Описание
Наземный гриб-гастеромицет небольшого размера. Плодовое тело от шаровидного до приплюснутого, наземное, реже развивается как подземное, позже выходя на поверхность; до раскрытия 1—5 (8) см в диаметре, после раскрытия 3,5—10 (18,5) см в диаметре (до кончиков лопастей); до раскрытия экзоперидия буроватое, гладкое или слегка чешуйчатое; соединяется с субстратом пучком ризоморфов. Ложная ножка отсутствует.
Экзоперидий толстый, состоит из трёх слоёв — мицелиального, волокнистого и псевдопаренхиматозного, у зрелых грибов разрывается на заострённые лопасти, часто отгибающиеся вниз, что придаёт плодовому телу звёздчатую форму. Мицелиальный слой светло-коричневый или желтоватый, не инкрустированный остатками субстрата, как правило продольно растрескивается и становится чешуйчатым, частично сохраняется даже у перезимовавших экземпляров. Волокнистый слой кожистый, от беловатого до желтовато-коричневого, иногда с продольными трещинами. Псевдопаренхиматозный слой у молодых грибов 5—6 мм толщиной, беловатый или желтоватый, позднее сухой, ломкий, коричневый, охристый, изредка красноватый, у перезимовавших экземпляров — почти чёрный; раскрывается на 4—12 (18), как правило — 6—10, очень редко (в 1 случае из 150) — 4, заострённых лопастей, которые обычно загибаются вниз и, опираясь о землю, приподнимают вверх глебу, одетую эндоперидием, что способствует рассеиванию спор. Лопасти не гигроскопичные. Внутренняя поверхность лопастей светло-коричневая, позднее выцветает, становясь сероватой; у недавно раскрывшихся экземпляров — с пятнышками приставшего эндоперидия.
Споровый мешок от шаровидного до приплюснутого, 1,5—6 см в диаметре, сидит на 5—19 (30) тонких, коротких (0,1—0,5 см длиной) ножках. Ножки в сечении от цилиндрических до угловатых или уплощённых, простые, изредка разветвлённые, беловатые или буроватые. У свежих экземпляров ножки практически не заметны.
Эндоперидий тонкий, плёнчатый, голый, часто неровный, серовато-коричневый или свинцово-серый, с серебристым блеском, у раскрывшихся экземпляров с незрелой глебой почти серебристый. Раскрывается в верхней части плодового тела 5—30 (68) мелкими, 0,5—3 мм в диаметре, округлыми отверстиями с бахромчатыми краями, изначально слегка приподнятыми, затем плоскими. Количество отверстий соответствует количеству ножек, на которых сидит споровый мешок. Изредка отверстия отсутствуют.
Глеба у молодых грибов светлая и плотная, у зрелых грибов тёмно-коричневая, порошистая. Запах у перезрелых грибов сильный, напоминает запах карри; вкус невыраженный.

### Микроморфология
Споры 4—6 мкм диаметром, округлые, желтовато-коричневые, с орнаментом высотой до 1 мкм.
Гифы капиллиция простые, изредка — разветвлённые на концах, толстостенные, желтовато-коричневые, 2—4 мкм диаметром, с заострёнными окончаниями. Базидии с пряжками, 2—4-споровые. Цистиды отсутствуют.

## Экологияи распространение
Гумусовый сапротроф. Растёт одиночно или малыми группами на хорошо дренированных, песчаных почвах, в светлых смешанных лесах, на опушках, по берегам рек, на полях, на морском побережье, изредка среди травы. Плодоносит с сентября по октябрь, хотя сухие плодовые тела иногда сохраняются в течение всего года.
Широко распространён в умеренной и субтропической зоне Северного полушария. В настоящее время встречается в Северной и Южной Европе, включая южную Англию; также в Афганистане, Иране, Пакистане, Индии, ЮАР, Бразилии, на Гавайях и в Австралии, где мог быть интродуцирован. В России встречается в Европейской части России, на Северном Кавказе. Повсеместно редок, включён в Красные книги 12 европейских государств.

## Сходство с другими грибами
От внешне схожих грибов родов Geastrum и Astraeus отличается наличием нескольких отверстий в эндоперидии.

## Значение
Несъедобный гриб. О полезных свойствах не сообщается.